# Wilhelm Steinbach
Wilhelm Steinbach (* 18. Januar 1691 in Thum; † 12. Juli 1752 in Zöblitz) war ein deutscher evangelischer Pfarrer und Chronist.
Nach einem von 1709 bis 1713 absolvierten Studium der Theologie und Philosophie an der Universität Wittenberg, das er als Magister abschloss, übernahm er 1723 die Stelle eines Diakons in der erzgebirgischen Stadt Zöblitz und wurde 1727 in die dortige Pfarrstelle berufen. Er war der Initiator des Neubaus der Stadtkirche Zöblitz, der von 1728 bis 1747 stattfand. 1750 erschien Steinbachs Buch Historie des von dem Edlen Serpentinstein weitbekannten Stadtgens Zoeblitz im Meißnischen Oberertzgebürge, das als erste Chronik von Zöblitz anzusehen ist. Eine in der Sakristeitür der Kirche eingelassene Glasscheibe mit Inschrift erinnert an Steinbach.

## Werke
- Commentatio subitanea de Wagneris seu eruditione seu scriptis claris. Wittenberg, 1713
- Kurtzer Genealogisch-historischer Entwurff, nebst der Stamm- und Ahnentafel des alten gewapneten Geschlechts derer Von Elterlein, ausgehändigt von M. Wilhelm Steinbach 1720. 1720
- Historie des von dem Edlen Serpentinstein weitbekannten Stadtgens Zoeblitz im Meißnischen Oberertzgebürge. 1750 (Digitalisat)
- Geographische Gegend Von Zoeblitz In Meissen. 1750